# 伊维察·莫尔纳
伊维察·莫尔纳（1974年1月12日—），克罗地亚男子足球运动员，场上位置是前锋。他曾代表克罗地亚国家队参加2004年欧洲足球锦标赛，结果队伍止步小组赛阶段。